# علاقات فنلندا الخارجية

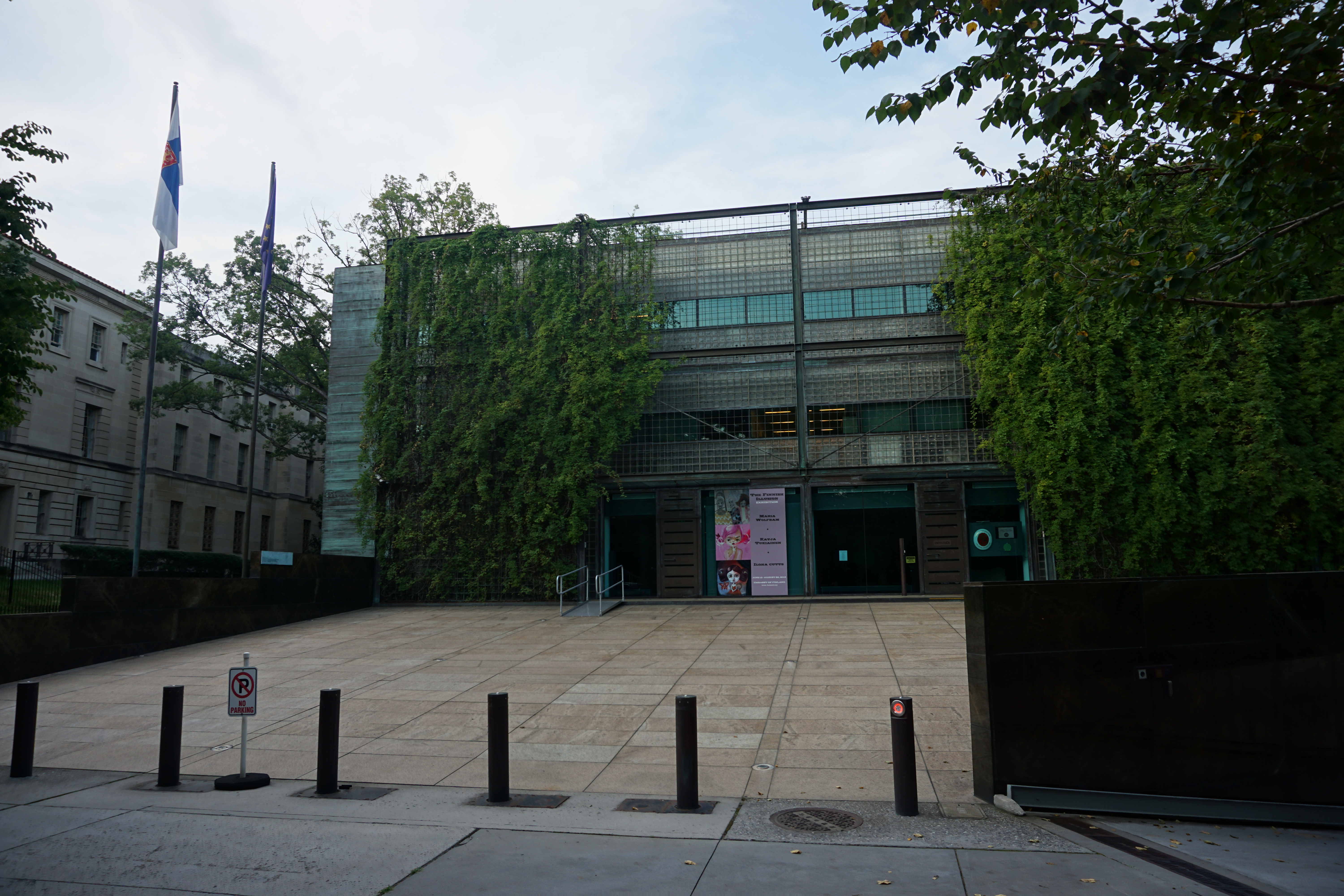
سفارة فنلندا لدى الولايات المتحدة في واشنطن العاصمة

تقع مسؤولية علاقات فنلندا الخارجية على عاتق رئيس فنلندا الذي يقود السياسة الخارجية بالتنسيق مع الحكومة. تعد الحكومة مسؤولة بصورة ضمنية عن السياسة الداخلية وعملية صناعة القرار على مستوى الاتحاد الأوروبي. تتولى اللجنة الحكومية للسياسة الخارجية والأمنية إجراء النقاشات التمهيدية المنوطة بالسياسة الخارجية ضمن الحكومة. تضم اللجنة كلًا من رئيس الوزراء ووزير الخارجية ووزير الدفاع الواجب حضورهم، بالإضافة إلى أربعة وزراء آخرين على الأكثر في حال اقتضت الضرورة. تجتمع اللجنة مع الرئيس عند الضرورة. تناقش لجنة العلاقات الخارجية في البرلمان الفنلندي جل القوانين المعنية بالعلاقات الخارجية. يقع على عاتق وزارة الشؤون الخارجية مهمة إنفاذ السياسة الخارجية.
كانت سياسة فنلندا الخارجية إبان الحرب الباردة قائمة على التزام الحياد الرسمي ما بين القوى الغربية والاتحاد السوفيتي، مع التشديد في الآن ذاته على أهمية التعاون بين الدول النوردية في إطار المجلس الشمالي، فضلًا عن انتهاج التكامل الاقتصادي الحذر مع الغرب على النحو الذي عززته كل من اتفاقية بريتون وودز ومعاهدة التجارة الحرة المبرمة مع الجماعة الاقتصادية الأوروبية. تتشارك فنلندا هذا التاريخ مع جارتها السويد، والتي كانت فنلندا جزءًا منها إلى حين استقلالها عن الإمبراطورية السويدية في عام 1809. لم تنضم فنلندا إلى مجلس التعاون الاقتصادي التابع للاتحاد السوفيتي (الكوميكون) بل ظلت اقتصادًا رأسماليًا قائمًا على نظام السوق الحر، غير أنها لم تحجم عن إقامة علاقات تجارية ثنائية مع الاتحاد السوفيتي. بادرت فنلندا إلى إلغاء القيود المفروضة عليها بموجب معاهدات باريس للسلام لسنة 1947 والاتفاقية الفنلندية السوفيتية للصداقة والتعاون والمساعدة المتبادلة، وجاء ذلك في أعقاب تفكك الاتحاد السوفيتي في عام 1991. تقدمت الحكومة بطلب عضوية للاتحاد الأوروبي بعد ثلاثة أشهر من تفكك الاتحاد السوفيتي وأصبحت بلدًا عضوًا في الاتحاد في عام 1995. لم تحاول فنلندا الانضمام إلى حلف شمال الأطلسي (الناتو) على الرغم من انضمام دول البلطيق الأعضاء في الاتحاد السوفيتي السابق إلى الحلف. ومع ذلك، لم يحجم صناع السياسة الدفاعية عن استعمال معدات الناتو ونشر قواتهم جنبًا إلى جنب مع قوات الحلف.
لعب الرئيس مارتي أهتيسآري وحكومات الائتلاف الحاكم دورًا في تعزيز علاقة فنلندا بالاتحاد الأوروبي خلال أواخر تسعينيات القرن العشرين. اعتُبرت فنلندا نموذجًا عن الدولة المتعاونة على مستوى الاتحاد، ولم تبدي البلاد معارضتها للمقترحات الرامية إلى اعتماد سياسة دفاع مشتركة. تبدل هذا الموقف في العقد الأول من القرن الحادي والعشرين بعدما قرر الرئيسان تاريا هالونن وإركي تووميويا تغيير سياسة فنلندا الرسمية والاعتراض على مقترحات الدول الأعضاء في الاتحاد الأوروبي الهادفة إلى اعتماد سياسة دفاع مشتركة. بيد أن هالونن سمح لفنلندا الانضمام إلى وحدة المجموعات القتالية التابعة للاتحاد الأوروبي في عام 2006 وقوة الرد التابعة لحلف الناتو في عام 2008.
تتميز العلاقات مع روسيا بطابعها الودي وتشمل القضايا المشتركة بين البلدين عددًا من المسائل البيروقراطية (وتحديدًا في ما يخص معبر فاليما الحدودي) وانتهاكات المجال الجوي والمساعدات التنموية التي تقدمها فنلندا إلى روسيا (ولا سيما في ما يتعلق بالمشاكل البيئية التي تؤثر على فنلندا)، وذلك فضلًا عن اعتماد فنلندا على الكهرباء والغاز الروسيين. عادت روسيا إلى اللجوء للتكتيكات التي كانت تستعملها مع فنلندا إبان الحقبة السوفيتية بدءًا من عام 2017. قالت المخابرات الأمنية الفنلندية إن العدد المعروف للعملاء الروس الذين يعملون لصالح جهاز المخابرات الخارجية ومديرية المخابرات الرئيسية في البلاد تجاوز الآن المستويات المعهودة سابقًا خلال الحرب الباردة، وذلك بالإضافة إلى وجود أعداد غير معروفة من العملاء الآخرين. قالت المتحدثة باسم وزارة الخارجية الروسية ماريا زاخاروفا في شهر مارس عام 2022 بأنه سيتعين على حكومتها الرد في حال أصبحت فنلندا عضوًا في حلف الناتو. تقيم فنلندا علاقات دبلوماسية مع جميع الدول الأعضاء في الأمم المتحدة اعتبارًا من شهر مارس في عام 2011.

## العلاقات متعددة الأطراف
تؤكد السياسة الخارجية الفنلندية على المشاركة في مختلف المنظمات متعددة الأطراف. انضمت فنلندا إلى الأمم المتحدة في عام 1955 وانضمت إلى الاتحاد الأوروبي في عام 1995. كذلك تعد فنلندا عضوًا في منظمة الشراكة من أجل السلام التابعة لحلف الناتو وهي عضو مراقب في مجلس الشراكة الأوروبية الأطلسية. تحضرت القوات المسلحة الفنلندية حتى تكون أكثر توافقًا مع الناتو وذلك بدافع الحاجة للتعاون مع الحلف في مجال حفظ السلام، في حين لا تحظى فكرة الانضمام للحلف العسكري بدعم شعبي كبير. عزت العالمة السياسية تيا تيليكاينن التوترات الحاصلة حول الأمر إلى الأهمية التي توليها الهوية السياسية الفنلندية لمبدأ السيادة والتشديد على التعاون الدولي (بصورة تنافسية أحيانًا).
تعد فنلندا عضوًا في منطقة اليورو ومنطقة شنغن التي تلغي ضوابط السفر بين الدول الأعضاء. يبلغ معدل التجارة الخارجية لفنلندا مع الاتحاد الأوروبي 60%. كذلك تعد الولايات المتحدة وروسيا من الشركاء التجاريين الهامين.
تتمتع فنلندا بتمثيل جيد في سلك الخدمة المدنية الخاص بالأمم المتحدة بالنسبة إلى عدد سكانها، وهي عضو في العديد من الوكالات الأممية المتخصصة والمرتبطة بالمنظمة. بدأت القوات الفنلندية بالمشاركة في أنشطة الأمم المتحدة لحفظ السلام بدءًا من عام 1956. ولا يزال معدل مساهمة فنلندا في قوات حفظ السلام للفرد الواحد من بين الأعلى في العالم. تعد فنلندا عضوًا فاعلًا في منظمة الأمن والتعاون في أوروبا فمثلًا تولت البلاد الرئاسة المشتركة لمجموعة مينسك التابعة للمنظمة والمعنية بنزاع ناغورني قره باغ في مطلع عام 1995.
كذلك يعد التعاون مع البلدان الإسكندنافية أمرًا هامًا بالنسبة إلى فنلندا وهي عضو في المجلس الشمالي منذ عام 1955. استطاعت الدول النوردية بتزكية من المجلس خلق سوق عمل مشترك وإلغاء ضوابط الهجرة في ما بينها. يعمل المجلس أيضًا على تنسيق السياسات الاجتماعية والثقافية لأعضائه وتعزيز التنسيق المتنامي في العديد من المجالات المختلفة.
كذلك تعد فنلندا عضوًا في البنك الدولي للإنشاء والتعمير وصندوق النقد الدولي ومنظمة التجارة العالمية ومؤسسة التمويل الدولية ومؤسسة التنمية الدولية وبنك التسويات الدولية وبنك التنمية الآسيوي وبنك التنمية للبلدان الأمريكية ومجلس أوروبا ومنظمة التعاون الاقتصادي والتنمية.
اتجهت فنلندا عقب تفكك الاتحاد السوفيتي نحو الاندماج في المؤسسات الغربية والتخلي عن سياستها الرسمية السابقة القاضية بالتزام الحياد والتي أعيد تأطيرها في إطار إحجام البلاد عن الدخول في تحالفات عسكرية بالتوازي مع الحفاظ على دفاع مستقل وجدير بالثقة. كان قرار فنلندا شراء 64 مقاتلة من طراز إف/إيه-18 هورنت من الولايات المتحدة في عام 1994 مؤشرًا على تخلي البلاد عن سياستها التوفيقية في شراء الأسلحة من الدول الشيوعية والدول الغربية على حدٍ سواء.
أعلنت فنلندا عن الانضمام إلى منظمة مبادرة من أجل السلام التابعة لحلف الناتو في عام 1994. كذلك كانت البلاد عضوًا مراقبًا في مجلس تعاون شمال الأطلسي. أصبحت فنلندا عضوًا كامل العضوية في الاتحاد الأوروبي في شهر يناير من عام 1995، وجاء ذلك في نفس الوقت الذي حصلت فيه البلاد على صفة عضو مراقب في الاتحاد الأوروبي الغربي وهو الذراع الدفاعي للاتحاد الأوروبي.
فازت مرشحة حزب الوسط أنيلي يآتينماكي بانتخابات عام 2003. جاء فوز يآتينماكي على خلفية اتهامها لمنافسها بافو ليبونن (الذي كان رئيسًا للوزراء حينذاك) بجعل فنلندا تخرج عن حيادها وتنحاز إلى الولايات المتحدة في حرب العراق خلال اجتماع بين ليبونن وجورج دبليو. بوش، وهو ما ربط فنلندا بحربٍ غير مشروعة وعدوانٍ صرف كما اعتبره العديد من الفنلنديين.